# AKAI
AKAI или още Akai, Акаи, (пълно наименование: Akai Electric Company, Ltd.) – известна японска компания-производител на битова електроника и Hi-Fi аудиосистеми, основана в 1929 г.
След банкрут в 2004 г. търговската марка „AKAI“ е закупена от базираната в Хонконг Grande Group of Hong Kong, която притежава в собственост и други две известни търговски марки „Nakamichi“ и „Sansui“.
След 2004 г. AKAI като самостоятелна компания не съществува, а търговската марка на известния от 60-те, 70-те и 80-те на 20 век производител на битова и професионална аудиотехника – предимно магнетофонна и касетна, се използва от най-различни компании-производители на потребителска електроника (по лиценз от Grande Group).
В периода от 1960 г. до средата на 80-те години на 20 век, т.е. около четвърт век, AKAI e водещ световен производител на ролкови декове със серията GX.